# Lyon Farrell
Lyon Farrell (ur. 22 listopada 1998 na Maui) – amerykański snowboardzista, specjalizujący się w slopestyle'u i big air, srebrny medalista mistrzostw świata juniorów.
Po raz pierwszy na arenie międzynarodowej pojawił się 15 listopada 2013 roku w Landgraaf, gdzie w zawodach Pucharu Europy zajął 24. miejsce w slopestyle'u. W 2014 roku wystartował na mistrzostwach świata juniorów w Valmalenco, gdzie zdobył srebrny medal w half-pipe'ie. Na tej samej imprezie był też czwarty w slopestyle'u. Ponadto podczas rozgrywanych dwa lata później mistrzostw świata juniorów w Seiser Alm ponownie zajął czwarte miejsce w slopestyle'u.
W zawodach Pucharu Świata zadebiutował 21 grudnia 2013 roku w Copper Mountain, zajmując 61. miejsce w half-pipe'ie. Na podium zawodów tego cyklu po raz pierwszy stanął 17 marca 2018 roku w Seiser Alm, kończąc rywalizację w slopestyle'u na trzeciej pozycji. W zawodach tych wyprzedzili go jedynie jego rodak, Chris Corning i Fridtjof Tischendorf z Norwegii.
W 2017 roku wystartował na mistrzostwach świata w Sierra Nevada, gdzie zajął między innymi siódme miejsce w big air.
Jego ojciec pochodzi z Nowej Zelandii, Farrell do 2014 roku reprezentował barwy tego kraju.

## Osiągnięcia

### Mistrzostwa świata
| Miejsce | Dzień       | Rok  | Miejscowość   | Konkurencja | Zwycięzca        |
| ------- | ----------- | ---- | ------------- | ----------- | ---------------- |
| 40.     | 16 stycznia | 2015 | Kreischberg   | Halfpipe    | Scott James      |
| 26.     | 11 marca    | 2017 | Sierra Nevada | Slopestyle  | Seppe Smits      |
| 7.      | 17 marca    | 2017 | Sierra Nevada | Big air     | Ståle Sandbech   |
| 51.     | 9 lutego    | 2019 | Park City     | Slopestyle  | Chris Corning    |
| 12.     | 12 marca    | 2021 | Aspen         | Slopestyle  | Marcus Kleveland |
| 13.     | 16 marca    | 2021 | Aspen         | Big air     | Mark McMorris    |

### Puchar Świata

#### Miejsca w klasyfikacji generalnej AFU
- sezon 2015/2016: 35.
- sezon 2016/2017: 33.
- sezon 2017/2018: 28.
- sezon 2018/2019: 8.

#### Miejsca na podium w zawodach
1. Seiser Alm – 17 marca 2018 (slopestyle) - 3. miejsce
2. Seiser Alm – 26 stycznia 2019 (slopestyle) - 2. miejsce